# Pajeú do Piauí
Pajeú do Piauí este un oraș în Piauí (PI), Brazilia.